# Павлов, Павел Александрович
Павел Александрович Павлов (11 октября 1911 — 23 февраля 2005) — советский военный деятель, учёный в области теории стрельбы и боевого применения корабельной артиллерии, контр-адмирал, участник Великой Отечественной войны.

## Биография
Павел Александрович Павлов родился 11 октября 1911 года в городе Санкт-Петербурге. В 1935 году с отличием окончил Ленинградский институт точной механики и оптики, после чего был призван на службу в Военно-морской флот СССР. В 1939 году окончил артиллерийский факультет Военно-морской академии имени К. Е. Ворошилова и был направлен для дальнейшего прохождения службы в Артиллерийский научно-исследовательский морской институт Военно-морского флота СССР. Первоначально был помощником начальника 10-го отдела этого института, а в августе 1940 года возглавил 2-е отделение этого же отдела.
В годы Великой Отечественной войны Павлов продолжал находиться в Ленинграде, последовательно работая старшим инженером-артиллеристом по зенитной артиллерии научно-исследовательского отдела, начальником отделения, затем начальником 5-го и 8-го отделов института. В условиях блокады проводил большую и успешную работу в области повышения эффективности стрельбы зенитной артиллерии. Исследовал тактику и новое вооружение противника, выводя на её основании новые правила стрельбы, которые действовали на флотах как основные руководства по зенитной стрельбе. Кроме того, изучал иностранную технику, как трофейную, так и поставляемую в СССР по ленд-лизу.
После окончания войны продолжал службу в Военно-морском флоте СССР. С мая 1948 года преподавал в Военно-морской академии кораблестроения и вооружения, был преподавателем, начальником ряда кафедр. С августа 1961 года возглавлял кафедру стрельбы и боевого использования корабельного вооружения факультета вооружения Военно-морской академии. Под руководством Павлова осуществлялась разработка первых в советском флоте теоретических основ стрельбы и боевого применения ракетного вооружения. Являлся автором многих научных работ, учебных пособий. В 1954 году защитил кандидатскую диссертацию, в 1966 году был утверждён профессором Военно-морской академии. В октябре 1970 года был уволен в запас. Умер в Москве 23 февраля 2005 года, похоронен на Серафимовском кладбище Санкт-Петербурга.

## Награды
- 2 ордена Красного Знамени (22 июля 1944 года, 30 декабря 1956 года);
- Орден Отечественной войны 1-й степени (6 апреля 1985 года);
- Орден Красной Звезды (15 ноября 1950 года);
- 2 медали «За боевые заслуги» (1 января 1942 года, 10 ноября 1945 года);
- Медаль «За оборону Ленинграда» и другие медали.